# ビーチ・ボーイズ・グレイテスト・ヒッツ 1 (1962-1965)
ビーチ・ボーイズ・グレイテスト・ヒッツ 1 (1962-1965)は1962年から1965年までのヒット曲を集めたベスト盤である。付属するライナーノーツは2001年6月発売のアルバムより転載されている。
収録曲は初期のサーフィン・ミュージックを多く収録している（サーフィン・サファリ、サーフィンU.S.A.など）。もちろん、他にバラードなども収録されている（サーファー・ガールやイン・マイ・ルームなど）。
| スタブアイコン | サブスタブ | この項目は、まだ閲覧者の調べものの参照としては役立たない、アルバムに関連した書きかけの項目です。この項目を加筆・訂正などしてくださる協力者を求めています（P:音楽/PJ:アルバム）。 |